# PaintExpo

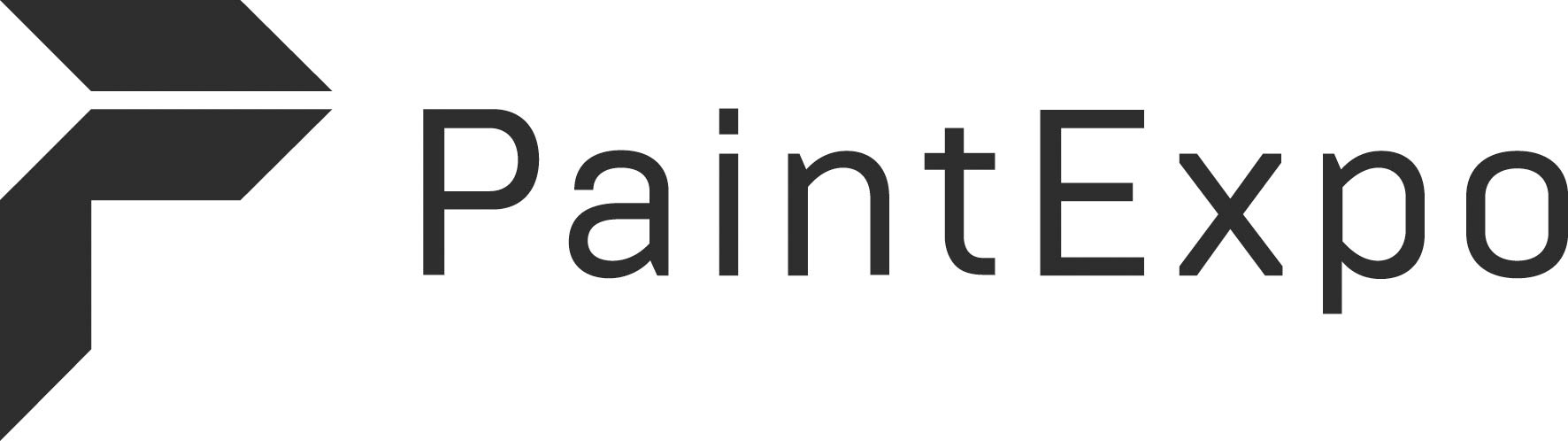
Logo PaintExpo

Die PaintExpo ist die Weltleitmesse für industrielle Lackiertechnik. Die internationale Fachmesse wird alle zwei Jahre im April in Karlsruhe ausgerichtet und erstreckt sich über vier Messetage, an denen die Aussteller die neuesten Produkte, Anwendungen, Zukunftstechnologien, Trends und Dienstleistungen rund um die Lackierung zeigen. Das Angebot reicht von der Spritzpistole über Zubehör und Verbrauchsmaterialien bis hin zu Automatisierungstechnik.

## Geschichte
Die Premiere der PaintExpo fand im Jahr 2006 in Karlsruhe statt. Die steigende Nachfrage nach innovativen Lackiertechnologien und -lösungen in verschiedenen Industriezweigen führte zu einem kontinuierlichen Wachstum der Fachmesse. Mit Wirkung zum 1. Dezember 2020 hat die Leipziger Messe GmbH die PaintExpo von der FairFair GmbH übernommen. Auf der PaintExpo 2022 präsentierten sich rund 430 Aussteller aus 27 Ländern, mehr als 9000 Fachbesucher aus 57 Ländern waren vor Ort.

## Zielgruppe
Die PaintExpo richtet sich unter anderem an Geschäftsführer, Abteilungs- und Projektleiter, Ingenieure, Facharbeiter sowie Werksleiter aus verschiedenen Industriezweigen, die sich mit Lackieranwendungen und -technologien beschäftigen. Im Rahmen der PaintExpo 2022 kamen die meisten Fachbesucher aus den Branchen Lohnbeschichtung, Automobilindustrie und Maschinenbau.

## Angebotsbereiche
Auf der PaintExpo wird das Produkt- und Dienstleistungsangebot der industriellen Lackiertechnik in seiner gesamten Bandbreite entlang der Wertschöpfungskette abgebildet. Das Ausstellungsspektrum umfasst zum Beispiel die Bereiche Anlagen und Systeme für das Nasslackieren, Pulverbeschichten und Coil Coating, Applikationssysteme und Spritzpistolen, Nass- und Pulverlacke sowie Automatisierungs- und Fördertechnik.